# Chèque postal
 (janvier 2013).

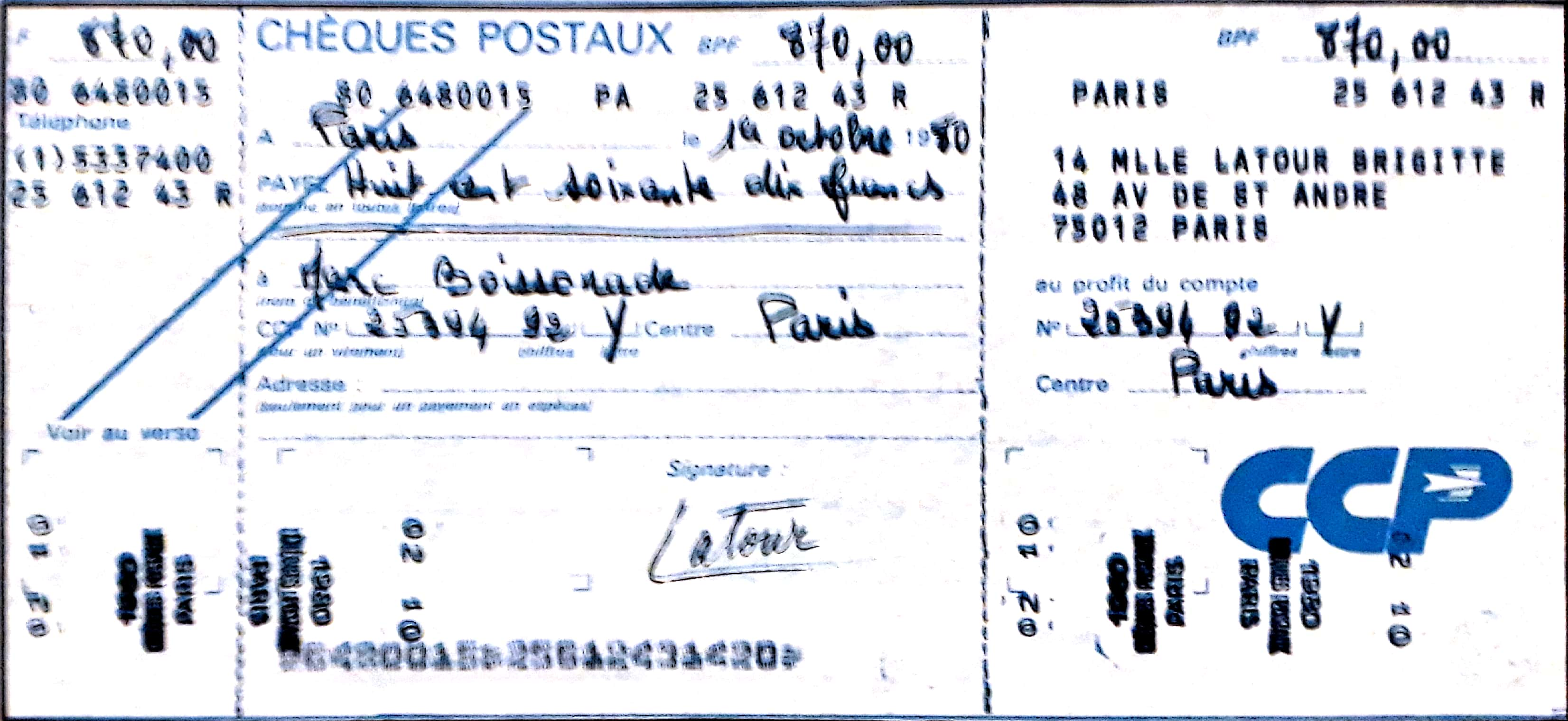
CCP 70's

Le chèque postal est, en France, un chèque fonctionnant aujourd'hui comme n'importe quel chèque bancaire, exception faite de sa durée de validité d'un an (contre un an et huit jours pour le chèque bancaire). Il est rattaché à un compte chèque postal tenu par La Banque postale. Autrefois, en France, le chèque postal n'était juridiquement pas un chèque, même si ça l'était en pratique, car il ne comportait pas le mot chèque. La formule a maintenant été changée pour inclure le mot chèque. 
Comme pour n'importe quel chèque bancaire, le chèque postal doit être suffisamment approvisionné préalablement à son émission.
Louis Amiard (1872 – 1935), qui fut député de Seine-et-Oise et vice-président de la Commission des P.T.T. à la Chambre des Députés, fut à ce titre un des initiateurs en France des chèques postaux en déposant le 28 mars 1916 une proposition de loi qui tend à la création d'un service de chèques postaux. Dès 1905, Guillaume Chastenet, député de la Gironde, avait été le premier parlementaire à faire une propositions de même nature et également en 1909, un autre projet de loi avait été initié par Alexandre Millerand, alors ministre mais ce projet n'est pas soutenu par le Ministère des finances et ce projet est alors renvoyé en commission. 
Toutefois, la loi portant création des chèques postaux en France est publiée au Journal officiel du 10 janvier 1918 et elle avait été présentée devant le Sénat le 11 décembre 1917 par le ministre des P.T.T. de l'époque, Étienne Clémentel. 
Le 1er juillet 1918, six centres de chèques postaux sont créés : Paris, Bordeaux, Clermont-Ferrand, Lyon, Marseille et Nantes. Quatre autres sont créés le 1er décembre 1918 à Dijon, Nancy, Rouen et Toulouse. Il sera ensuite créé d'autres centres de chèques entre 1919 et 1930 puis après la Seconde Guerre mondiale. Le nombre de centres de chèques postaux après 1970 est d'environ 20 et lors de la création de la Banque Postale le 1er janvier 2006, le nombre total d'établissements est égal à 19 sur le territoire métropolitain et à 4 en outre-mer.  
Lors de son année de création, il apparaît que 50 % des comptes sont ouverts dans la région parisienne et que 2/3 des comptes sont répartis dans les métropoles régionales. Les paiements à vue se font alors exclusivement au siège du bureau de chèques postaux.  